# پنی پیتو
پنی پیتو (انگلیسی: Penny Pitou؛ زادهٔ ۸ اکتبر ۱۹۳۸) ورزشکار اسکی آلپاین اهل ایالات متحده آمریکا است.
وی در مسابقات کشوری و بین‌المللی در مجموع برندهٔ ۲ مدال نقره شده‌است.